# Уралэлектротяжмаш

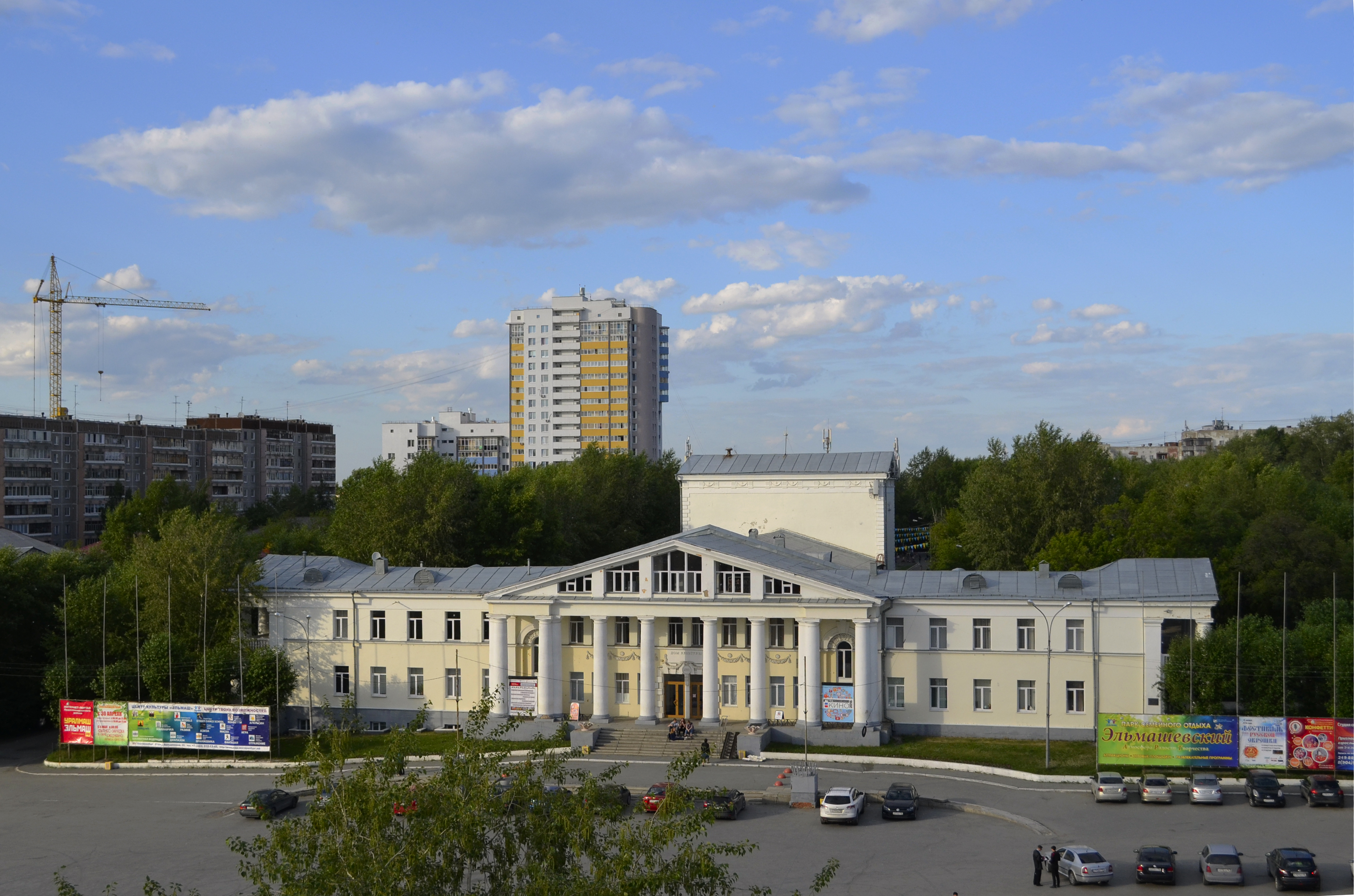
Дворец культуры «Эльмаш»

«Уралэлектротяжмаш» (ранее — «Уралэлектроаппарат») — советский и российский завод в Екатеринбурге.

## История
Завод начал строиться в Свердловске в 1932 году вдоль Верхотурского тракта в качестве многоотраслевого предприятия. 16 июля 1934 года завод «Уралэлектромашина» был запущен. В первые годы производил высоковольтную аппаратуру для работы под напряжением 6-10 кВ и металлургических элекропечей. В 1939 году предприятие было разделено на два завода: «Уралэлектроаппарат» и «Турбомоторный завод».
Осенью 1941 года на завод «Уралэлектроаппарат» были эвакуированы (вместе с оборудованием) из Воронежа работники Машиностроительного завода имени Коминтерна, Харьковского электромеханического завода, а также ленинградских заводов «Электросила» и «Электроаппаратура». Было освоено производство электромашин и гидрогенераторов, преобразователей тока, а также быстродействующих выключателей.
В период войны завод поставил на фронт 1751 реактивных миномётов (БМ-13), снаряды для Катюш, противотанковые снаряды для 45-мм пушек, ротные миномёты и сапёрные лопаты.
В 1935 году завод освоил производство сталеплавильных дуговых электропечей, в 1937 году на заводе было организовано производство выключателей типа ВМГ-22 на 6 кВ. С 1938 года завод начал производство трансформаторов. В 1939 году было освоено производство маломасляных выключателей на 10 кВ типа ВМГ-32. В послевоенные годы завод развивал все направления производства.
В 1956—1957 годах слесарем-инструментальщиком на заводе работал Александр Дольский, начавший здесь свою трудовую деятельность.
В 1960 году на Эльмаше был изготовлен масляный выключатель типа МКП-500 для напряжения 500 кВ с мощностью отключения 12 000 МВА.
В 1974 году был открыт Музей истории завода, где представлены образцы продукции завода разных лет в виде макетов и фотографий.
К 1985 году Эльмаш производил 600 наименований продукции. На долю завода приходилось до 70 % высоковольтных выключателей на напряжение до 220 кВ, 100 % — на 330 кВ и выше, 100 % трансформаторно-реакторного оборудования для электролизных производств, более 80 % — для электроприводов, 100 % — для тяговых подстанций электротранспорта, 80 % электродвигателей для привода насосов тепловых и атомных станций, 100 % — для оросительных систем и магистральных каналов, 100 % синхронных компенсаторов, до 100 % силовых преобразователей для тиристорных систем возбуждения. Гидрогенераторы Эльмаша были поставлены на 142 ГЭС в СССР и за его пределами. Существенный вклад в разработку и внедрение новой продукции внёс Ю. П. Глазков, занимавший должность генерального директора в 1983—1988 годах.
С 2001 года ОАО «Уралэлектротяжмаш» входил в состав группы «Энергомаш», в 2006 году ОАО «Уралэлектротяжмаш» присоединено к ОАО «Уралгидромаш». Продукция завода обеспечивает работу всего городского транспорта в Екатеринбурге, в том числе метро. Завод знаменит также тем, что первый в Свердловске джаз появился в 1954 году именно во Дворце культуры завода «Уралэлектроаппарат».
По данным 2001 года, на предприятии было занято 3700 человек.
Наименования завода
- Уралэлектромашина (1934—1941)
- Уралэлектроаппарат (1941—1964)
- Уральский завод тяжёлого электротехнического машиностроения им. В. И. Ленина (Уралэлектротяжмаш) (1964—1971)
- ПО «Уралэлектротяжмаш» (1971—1992)
- ОАО «Уралэлектротяжмаш» (1992—2006)
- ОАО «Уралэлектротяжмаш — Уралгидромаш» (УЭТМ—УГМ) (2006—2009)
- АО «Уралэлектротяжмаш» (2009 — н.в.)

## Награды
- Орден Трудового Красного Знамени (март 1943)[1]
- Орден Ленина (1971)[1]